# 111594 Ráktanya
A 111594 Raktanya (ideiglenes jelöléssel 2002 AX66) a Naprendszer kisbolygóövében található aszteroida. Sárneczky Krisztián és Heiner Zsuzsanna fedezte fel 2002. január 11-én.
A kisbolygót az 53P/Van Biesbroeck-üstökös újrafelfedezésének kísérlete közben fedezte fel Sárneczky Krisztián és Heiner Zsuzsanna 2002. január 11-én hajnalban, ekkor a  kisbolygó látszólagos fényessége 20 magnitúdó volt. Az ezt követő hónapokban a világ számos pontjáról érkeztek észlelések a kisbolygóval kapcsolatban. 2003-ban újra megfigyelték a Piszkés-tetőről. Később kiderült, hogy a Palomar Sky Survey már sokkal hamarabb, 1991-ben lencsevégre kapta a kisbolygót, de mindeddig nem találták meg a nyomát a fotólemezen. 2005-ben látták el sorszámmal, nevét a magyar amatőrcsillagászat legendás bakonyi észlelőhelyéről, Ráktanyáról kapta. Rengeteg felfedezés történt itt az 1980-as, 90-es években.